# Giuseppe Ungaretti
Giuseppe Ungaretti, född 8 februari 1888 i Alexandria, död 1 juni 1970 i Milano, var en italiensk poet. 

## Liv och verk
Giuseppe Ungaretti var son till toskanska lantarbetare från provinsen Lucca i Italien. Familjen hade utvandrat till Egypten och drev ett litet bageri i utkanten av Alexandria. Fadern var även med vid byggandet av Suezkanalen och omkom bara ett par år efter Giuseppes födelse men modern fortsatte att driva bageriet. I den egyptiska miljön vistades Giuseppe Ungaretti ända fram till 1912, då han var 24 år.
Vid 24 års ålder begav han sig till Paris – hans skolgång i Alexandria hade varit mer fransk än italiensk – och på vägen dit fick han en första glimt av Italien. Vid krigsutbrottet i juni 1914 sökte han sig undan kriget till Milano. Där publicerade han sina första dikter i hermetistisk art i   futuristtidskriften Lacerba. Då Italien sedan gick med i kriget år 1915 tog han värvning som menig i infanteriet och skickades till fronten, där Italien drabbade samman med sin forna bundsförvant Österrike-Ungern i slagen vid Isonzo. 
Ungarettis debutdiktsamling, Il porto sepolto, skrevs på krigsskådeplatser i Carsobergen och utgavs år 1916 i 80 exemplar. Dessa sargade och smärtfyllda dikter, som han själv refererade till som "en sorts dagbok", präglades av ett helt eget diktaridiom och ett nytt tonfall inom italiensk poesi. De mötte ingen direkt förståelse, men skulle med tiden göra honom berömd. De medtogs några år senare i den mer omfattande samlingen Allegria di naufragi (1919), som i sin tur låg till grund för den mer omfattande L'allegria från 1931. Enligt kännaren Leone Piccioni var Giuseppe Ungaretti redan från sina första samlingar "den verklige och den mest djupgående förnyaren" av den italienska 1900-talslyrikens språk och versform, tematik och aktualitet. Traditionellt invanda och sångbara rytmer förekom inte. Ordvalet var enkelt och omedelbart i förhållande till verkligheten, och nya motiv behandlades. 
Tillbaka i Paris efter kriget gav han ut en samling på franska, La Guerre, tillägnad den nyss bortgångne vännen Guillaume Apollinaire. Elva av de arton dikterna var egna översättningar från italienska, resten hade skrivits direkt på franska. Ungaretti gifte sig 1920 med fransyskan Jeanne Dupoix och paret slog sig ner i Rom året därpå, där han anställdes som journalist av Utrikesministeriet. Hans andra större diktsamling, Sentimento del tempo, utgavs 1933. Tre år senare gav han sig av med familjen till Brasilien. Han hade erbjudits en professur i italiensk litteratur vid universitetet i São Paulo. Denna tjänst innehade Ungaretti fram till 1942, då han återvände till Rom. Redan år 1939 hade hans nioårige son Antonietto avlidit i blindtarmsinflammation och sorgen efter sonen är märkbar i samlingen Il dolore (1947).
Som viktiga senare verk betraktas La terra promessa (1950), Un grido e paessaggi (1952) och Il taccuino del vecchio (1960). Giuseppe Ungaretti gav även ut tolkningar av såväl franska modernistpionjärer som engelska och spanska poeter från barocken och romantiken. 
Tomas Tranströmer, som annars var ganska sparsam med sina litterära referenser, hyllade Ungaretti i en av sina dikter.
| ”                                              | Shiki, Björling och Ungaretti med livets kritor på dödens tavla. Dikten som är fullkomligt möjlig. | „ |
| – Tomas Tranströmer, Ur dikten Hommages (1966) | |   |

Andra betydande poeter som den tyskspråkige Paul Celan och den franskspråkige Philippe Jaccottet har tolkat delar av Ungarettis verk till sina respektive språk.

## Verkförteckning (urval)
- Poesie (i svensk tolkning av Anders Österling, företal av Leone Piccioni) (Casa editrice, Italica, Stockholm-Roma, 1968) [tvåspråkig utgåva]
- Jag är en varelse (i svensk tolkning av Pierre Zekeli och Marianne Sandels, efterord av Anders Olsson) (Themis, 2001) [tvåspråkig utgåva]
- Selected poems, edited and translated with an introduction and notes by Patrick Creagh. (Penguin Books, 1971)

### Fotnoter
1. ↑  läs online, www.fondazionemondadori.it , läst: 20 juli 2022.[källa från Wikidata]
2. ↑  "Den begravda hamnen"
3. ↑  "Skeppsbrotts glädje"
4. ↑  Företal (1968), s. 11.
5. ↑  "Kriget"
6. ↑  "Tidskänsla"
7. ↑  "Smärtan"
8. ↑  "Det förlovade landet", "Ett rop och landskap" och "Gamlingens dagbok"
9. ↑  Ur diktsamlingen Klanger och spår (1966).